# Daniel Brélaz
Daniel Brélaz, né le 4 janvier 1950 à Lausanne et originaire de Lutry, est une personnalité politique suisse, membre des Verts. 
Surnommé le « géant vert » pour sa longévité politique et sa carrure,,,,,, il a notamment passé 26 ans à la municipalité de Lausanne, dont presque 15 ans en tant que syndic. 
En 1979, il est élu au Conseil national, devenant le premier écologiste au monde à siéger dans un parlement national.

## Biographie
Originaire de Lutry, Daniel-Claude Brélaz naît le 4 janvier 1950 à Lausanne. Il est le fils de Robert Edmond Brélaz et de Élise, née Kurz.
Le 20 décembre 1954, âgé de 4 ans, il est renversé par une voiture alors qu'il traverse la route sur un passage protégé. Il est conduit à l'hôpital avec comme blessures des lésions internes, des éraflures au visage et des dents cassées.
En 1967, il obtient son diplôme de fin d'études secondaires au collège de Béthusy, en mathématique-sciences, puis son baccalauréat ès sciences au Gymnase de la Cité, en 1970.
Diplômé en mathématiques de l'EPFL en 1975, il est ensuite enseignant en mathématique. Il est connu pour un algorithme d'approximation de la coloration de graphe.
Il est marié depuis 1990 à Marie-Ange Brélaz-Buchs (née Buchs). Ils ont un fils, Alexandre, né en 1992 et élu Vert au législatif de Crissier depuis 2021,, puis à son exécutif depuis 2024.
Il habite à Montblesson[réf. souhaitée].

### Débuts en écologie et en politique (1972-1979)
En 1972, la Conférence des Nations unies sur l'environnement de Stockholm et le rapport Meadows Les Limites à la croissance du Club de Rome l'influencent car « ils nous montraient les limites de notre modèle, le risque que l'humanité se détruise par la pollution et ses armes ». En 1975, il s'engage dans le Groupement pour la protection de l'environnement à Lausanne. Bien que n'ayant pas de préjugés sur le nucléaire, le projet de la centrale nucléaire de Kaiseraugst l'a vite rattrapé,. Le 5 mars 1978, il est élu député au Grand Conseil du canton de Vaud. Il est l'un des premiers écologistes élus dans un parlement. Il y siège à nouveau de 1990 à 2007. Il est secrétaire du comité de l'initiative populaire cantonale « pour le contrôle démocratique du nucléaire » créé en septembre 1979 et présidé par le député UDC Paul Girardet.

### Activités politiques au niveau fédéral
Le 21 octobre 1979, il est le premier écologiste élu au Conseil national, et devient le premier écologiste au monde à siéger dans un parlement national,. Il conserve ce mandat jusqu'en 1989, date à laquelle il est élu à la municipalité de Lausanne. Irène Gardiol lui succède au Conseil national.
À partir de mai 1980, il est co-président du comité national qui lance deux initiatives populaires fédérales sur la question du nucléaire (« pour un avenir sans centrales nucléaires » et « pour un approvisionnement en énergie sûr, économe et respectueux de l'environnement »).
Lors des élections fédérales de 1991, il est candidat du GPE au Conseil des États, la chambre haute du parlement fédéral, mais n'est pas élu.
En 2007, il est à nouveau élu au Conseil national. Il quitte alors le Grand Conseil vaudois, mais reste syndic de Lausanne. Ce cumul des mandats est critiqué. En raison de ces critiques et de ses résultats en baisse lors des élections communales de mars 2011, il ne se représente pas au Conseil national lors des élections fédérales de 2011. En mars 2012, il est élu au Grand Conseil du canton de Vaud pour la législature 2012-2017.
Il se représente avec succès au Conseil national lors des élections fédérales de 2015, avec l'intention de quitter la municipalité de Lausanne en juin 2016, ce qu'il fait. En décembre 2019, il annonce qu'il quittera le Conseil national en mars 2022. Victime d'un accident domestique, il remet finalement son mandat au début de la session de printemps 2022. Il y est remplacé par Raphaël Mahaim.

### Activités politiques à Lausanne
Le 12 novembre 1989, il est élu au Conseil municipal de Lausanne où il est responsable des services industriels pendant douze ans. Il y remplace le radical Michel Pittet. En janvier 1990, la municipalité de Lausanne le désigne comme membre du comité directeur d'Énergie Ouest Suisse (EOS), une décision qui suscite des craintes au vu de ses positions antinucléaires. À la fin de la même année, il annonce une augmentation des prix de l'électricité de 8 % et lance une campagne pour inciter aux économies d'énergie,. Début 1991, il inaugure un centre d'information nommé "Contact énergie" permettant au public de se renseigner sur les questions énergétiques. Il obtient également un crédit pour faire construire des panneaux photovoltaïques et acheter des véhicules électriques. La centrale solaire est inaugurée en août 1991 et est alors la plus grande installation de ce type dans le canton de Vaud. En avril 1992, il annonce une révision des tarifs de l'électricité, augmentant les tarifs pour les gros consommateurs et diminuant ceux des ménages. En juin 1992, il s'engage contre le projet de développement d'aéroport de Lausanne-Blécherette, mais la population accepte le projet.
Le 25 novembre 2001, il devient le syndic et responsable des finances, succédant au socialiste Jean-Jacques Schilt,. Il obtient 10'481 voix, contre 5'813 pour la candidate du Parti radical-démocratique Doris Cohen-Dumani. Il est le second vert à accéder à la présidence d'une grande ville suisse après Alain Vaissade à Genève et le premier à être élu au suffrage universel.
Le 12 mars 2006, il est le seul candidat à être réélu dès le premier tour lors des élections à la Municipalité. En 2007, il est membre fondateur de la Coordination des villes romandes et préside cette institution jusqu'en 2017. La ligne M2 du métro de Lausanne est inaugurée en 2008, alors qu'il est syndic de la ville.
Le 13 mars 2011, il est réélu dès le premier tour à la municipalité de la commune de Lausanne, mais arrive cependant en dernière position de la liste conjointe des Verts et du Parti socialiste, alors qu'il avait été premier en 2006,. Il est ensuite élu tacitement pour un nouveau mandat en tant que syndic.
En 2016, il ne se représente pas aux élections communales et le socialiste Grégoire Junod lui succède à la syndicature.

## Autres mandats
Il est notamment vice-président du conseil d'administration des Transports publics de la région lausannoise, président du conseil d'administration de la société Métro Lausanne-Ouchy SA, filiale des TL, vice-président du comité de Lausanne-Tourisme, membre du conseil d'administration d'EOS Holding et vice-président du conseil de la Fondation de Beaulieu.

## Anecdotes

### Cravates
Il porte très régulièrement une cravate avec, comme motif, une tête de chat,. Lors du sommet de la francophonie organisé en octobre 2010 à Montreux, Daniel Brélaz s'est vu refuser l'entrée par le service du protocole de la Confédération, celui-ci ne voulant pas de la cravate à motif de Daniel Brélaz.
Ses cravates sont utilisées pour des ventes aux enchères, à l'image des ventes réalisée, en 2008 et en 2016, par La Chaîne du bonheur,. Depuis 2018, la cravate « chat » de Daniel Brélaz est exposée au Musée historique de Lausanne,.

### Obésité et régime
Son poids, dû à son obésité, puis son impressionnante perte de poids en quelques mois en 2013-2014, suscite des commentaires dans la société et les médias depuis de nombreuses années. L'humoriste Yann Lambiel en avait fait une caricature réputée dans ses spectacles, de même que le dessinateur Raymond Burki dans ses dessins de presse.
En 2013, il entame un régime accouplé à de l'acupuncture, à la suite de l'annonce de la menace d’un diabète de type 2. Il passe de 180 kilos au début 2013, à 130 kilos en octobre, puis 99 kilos en février 2014. Il déclare envisager atteindre son poids de jeune homme d'environ 88 kilos. Son épouse, Marie-Ange Brélaz, ancienne conseillère communale de la ville de Lausanne, dans le groupe politique Les Verts, avait également témoigné dans les médias au sujet de la pose d'un by-pass gastrique pour lui permettre de perdre du poids.
Après son régime, Daniel Brélaz reprend du poids pour atteindre les 127 kilos. En 2016, il confesse au journal Le Matin avoir repris volontairement du poids pour « être plus présentable ».

## Publications
- Daniel Brélaz, L'avenir est plus que jamais notre affaire : L'impact des grandes disruptions, Lausanne, Éditions Favre, 2019, 148 p. (ISBN 978-2-8289-1803-3).